# Johanna Bundsen
Pour les articles homonymes, voir Bundsen.

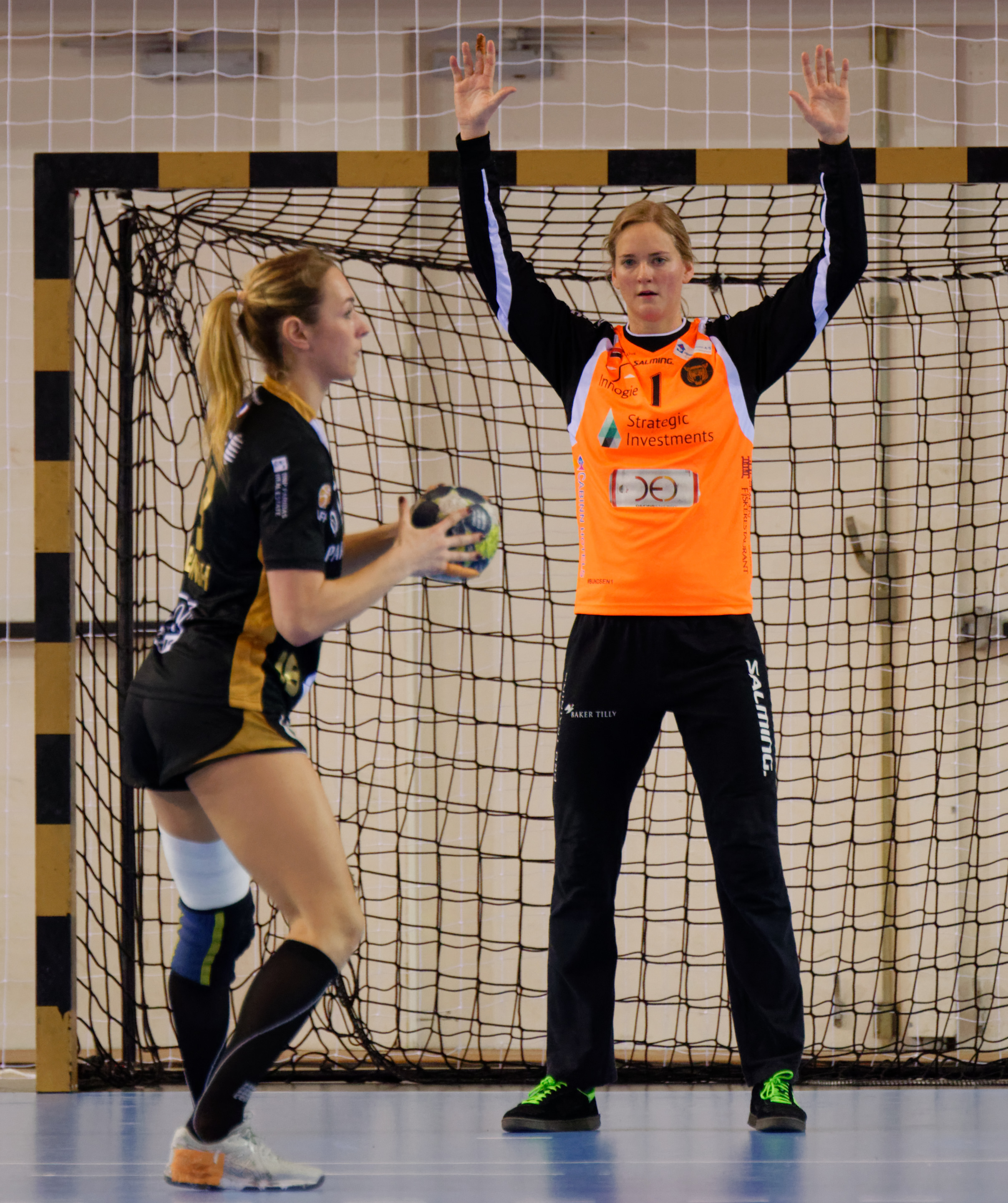
Johanna Bundsen va tenter d'arrêter un jet de 7 mètres.

Johanna Bundsen, née le 3 juin 1991 à Uddevalla, est une handballeuse internationale suédoise, qui évolue au poste de gardienne de but.

## Palmarès

### En club
compétitions nationales
- Championnat de Suède (9) : 2009, 2011, 2012, 2013, 2014, 2015, 2016, 2023, 2024
- Coupe de Suède (2) : 2023, 2024
- Championnat du Danemark (1) : 2018

### En équipe nationale
Championnats d'Europe
- médaillée de bronze au championnat d'Europe 2014
- 8e place au championnat d'Europe 2016
- 6e place au championnat d'Europe 2018
- 5e place au championnat d'Europe 2022

Jeux olympiques
- 7e place aux Jeux olympiques de 2016
- 4e place aux Jeux olympiques de 2020

Championnats du monde
- 9e place au championnat du monde 2015
- 4e place au championnat du monde 2017
- 5e place au championnat du monde 2021
- 4e place au championnat du monde 2023